# Sněhová vločka (gorila)
Sněhová vločka (katalánsky Floquet de Neu, španělsky Copito de Nieve; narozen asi 1964 Španělská Guinea – 24. listopadu 2003 Barcelona) je jméno, které dostal bílý samec gorily v Barcelonské zoo. Jde o vůbec jedinou známou bílou gorilu na světě. Při příjezdu do Barcelony v listopadu 1966 byl pojmenován Blancanieves (Sněhurka), ale v roce 1967 se ocitl na titulní straně magazínu National Geographic pod titulkem Snowflake. Sněhová vločka za svůj život zplodil 21 mláďat, ale bílé nebylo ani jedno. Sněhová vločka zemřel ve čtyřiceti letech na rakovinu kůže. Jelikož trpěl albinismem, jeho kůže neobsahovala tmavý pigment melanin a nebyl tak chráněn před slunečními paprsky. Ošetřovatelé zkoušeli jeho kůži mazat různými krémy, ale marně. Barcelonská zoo přišla o svůj symbol. Za svého života byl Sněhová vločka největší atrakcí.